# Rapsodia
Rapsodia – forma muzyczna.
1. rodzaj pieśni wywodzący się z tradycji antycznej Grecji. Pochodzi od słów rapto i ode i może być przetłumaczone jako "tkana muzyka". Greccy śpiewacy prezentowali te pieśni na publicznych zgromadzeniach.
2. miniatura na instrument solowy lub orkiestrowa, tworzona od końca XVIII wieku. Posiada swobodną, improwizowaną formę opartą na motywach muzyki ludowej. Forma jej jest swobodniejsza niż w wariacjach.
3. nazwa rapsodia pochodzi od starożytnych greckich recytatorów, zwanych rapsodami. Jest to utwór instrumentalny o rozmaitej budowie. Składa się zwykle z kilku segmentów  z kontrastującymi ze sobą tematami[1]. W niektórych rapsodiach wykorzystane zostały tematy ludowe.

Znane rapsodie:
- Siergiej Rachmaninow – Rapsodia na temat Paganiniego na fortepian i orkiestrę
- Johannes Brahms – Rapsodia na alt, chór męski i orkiestrę op.53 (1869)
- Claude Debussy – Rapsodia na saksofon altowy i orkiestrę (1911)
- Leoš Janáček –  Taras Bulba (1915–1918)
- George Gershwin – Błękitna rapsodia (1924)
- Rick Wakeman – album Rhapsodies (1979)
- Ferenc Liszt – 19 Rapsodii Węgierskich
- George Enescu – Rapsodia rumuńska
- Mieczysław Karłowicz – Rapsodia litewska (poemat symfoniczny)
- Abid ibn Szarijja al-Dżurhumi – rapsodia arabska